# NGC 5057
NGC 5057 (również PGC 46202 lub UGC 8342) – galaktyka soczewkowata (S0), znajdująca się w gwiazdozbiorze Warkocza Bereniki. Odkrył ją William Herschel 13 marca 1785 roku.